# 공수특공대작전
"공수특공대작전"은 1978년에 개봉한 대한민국의 영화이다.

## 캐스팅
- 이대엽
- 진봉진
- 남보원
- 유영국